# كاسر الحجر السرعي
كاسر الحجر السرعي أو السفرس السرعي هو نبات مزهر معمر في جنس كاسر الحجر من فصيلة كاسرات الحجر.

## الصور

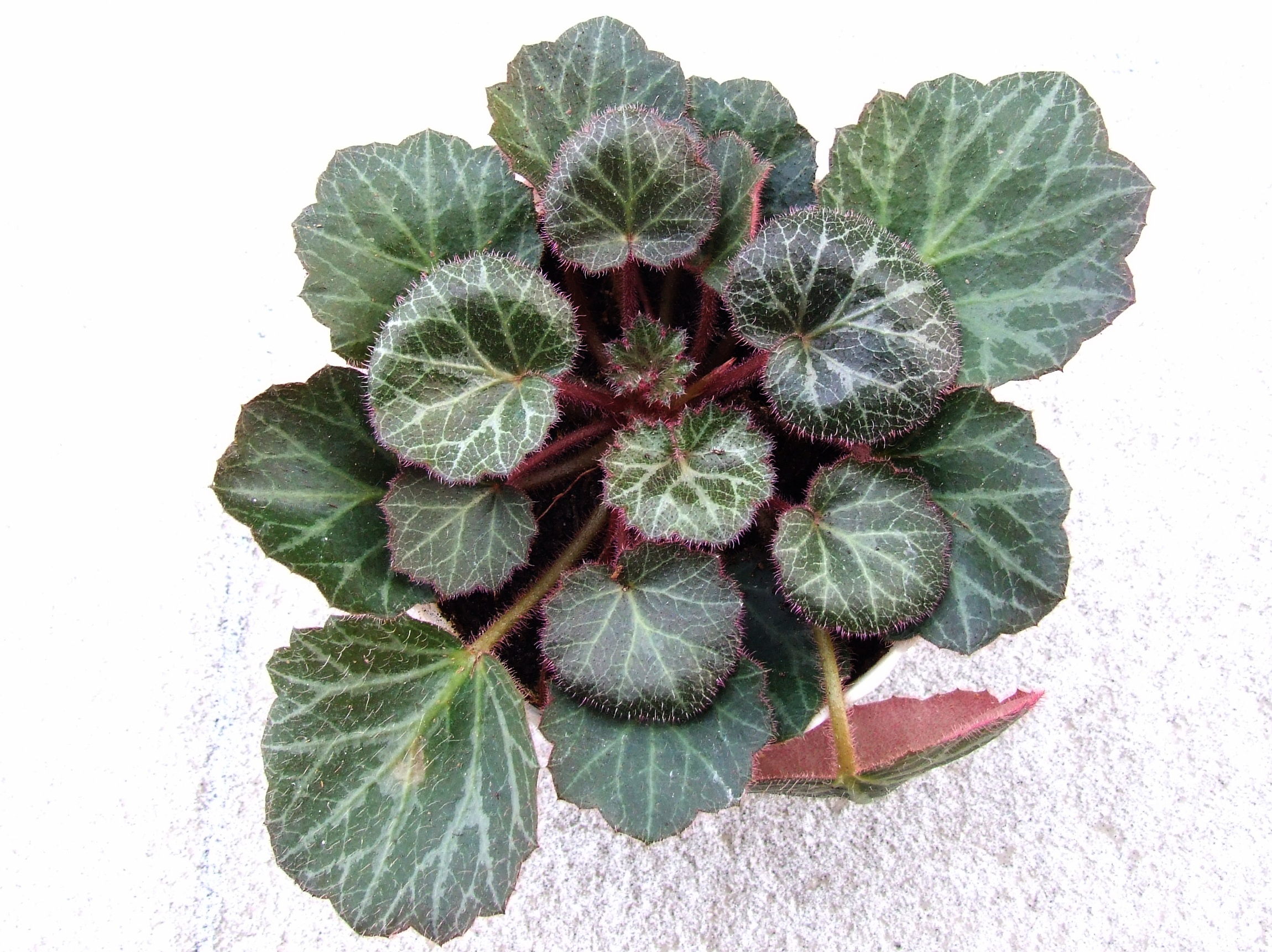
أوراق
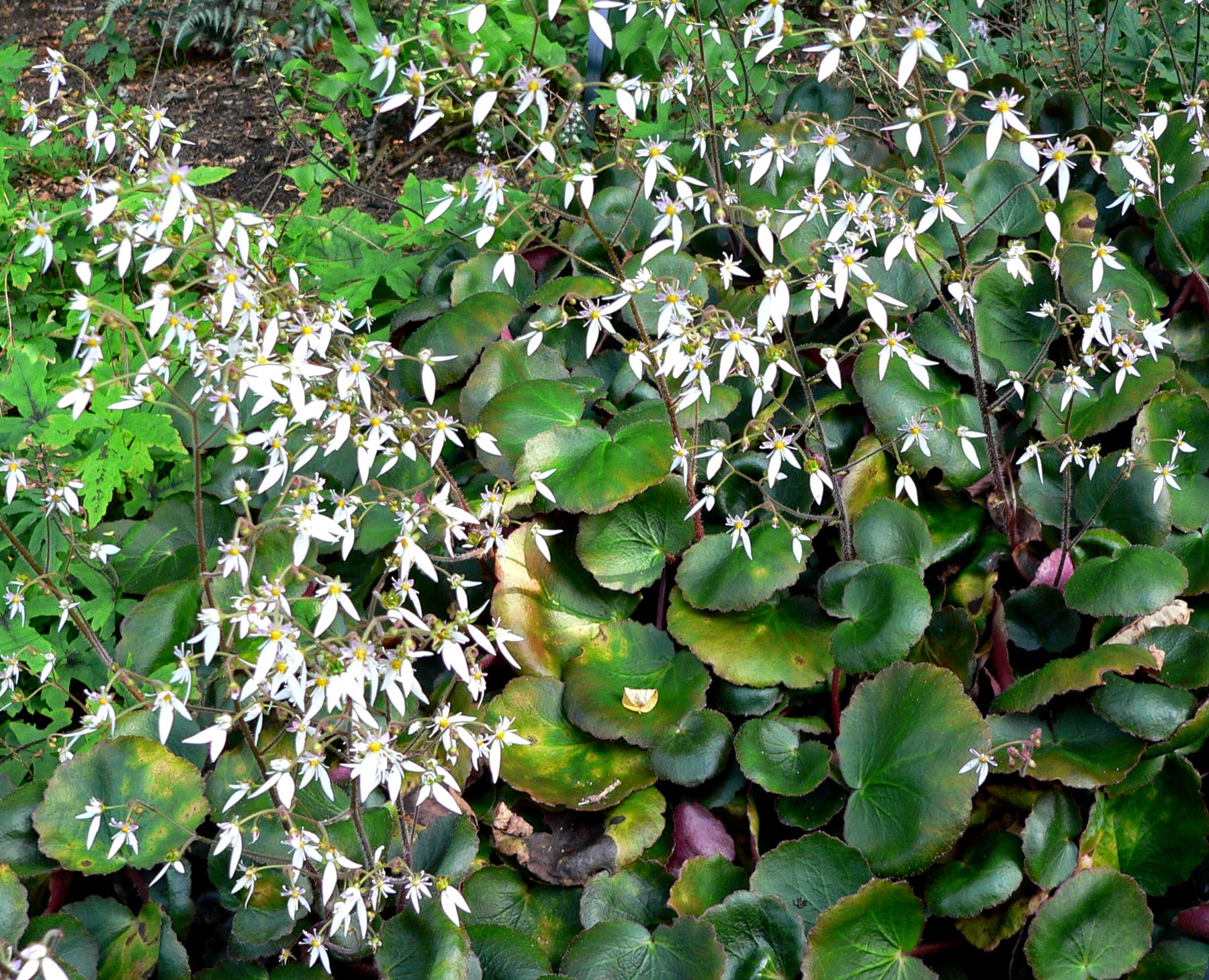
نبات حديقة
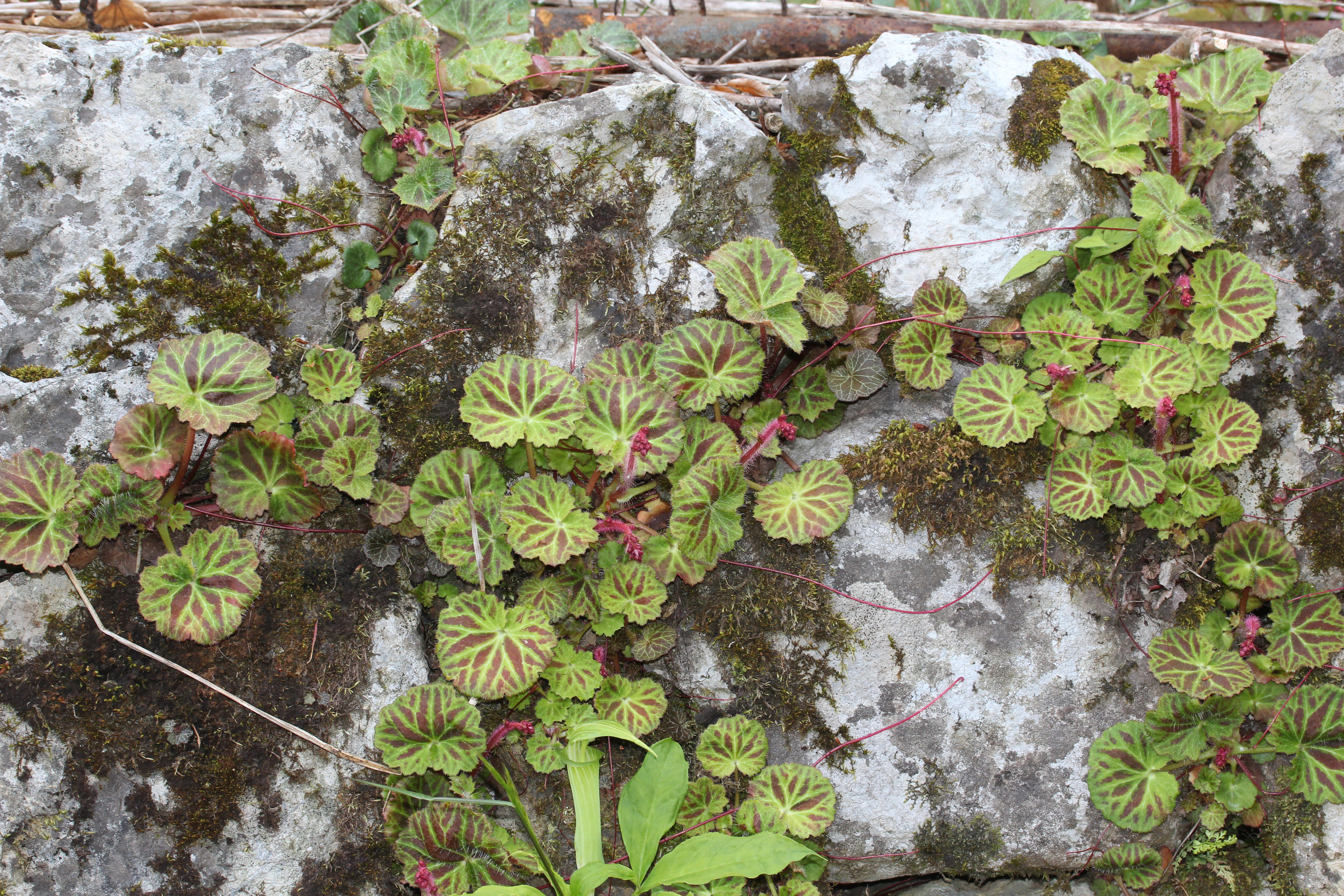
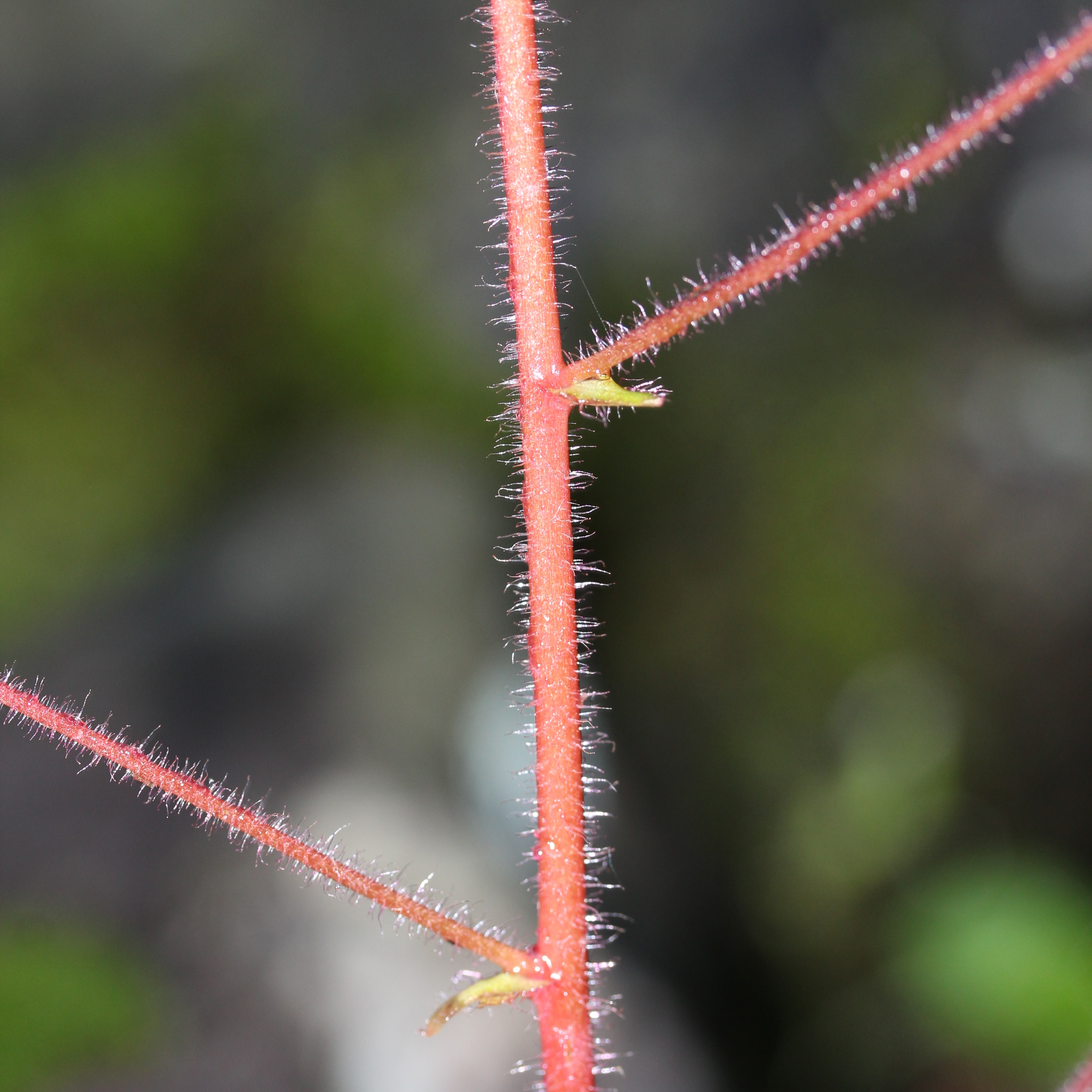
تفاصيل الساق
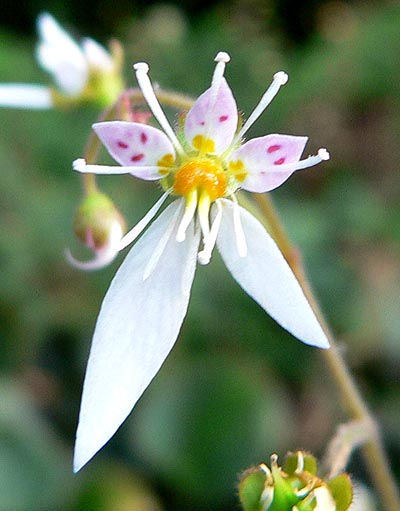